# Guardia de Palacio de Carabineros de Chile
La Guardia de Palacio es una unidad perteneciente a Carabineros de Chile, dependiente del Departamento de Seguridad Presidencial, que se desempeña como guardia del palacio de Gobierno, Escolta presidencial y, además, cumple ciertas funciones protocolares.

## Historia

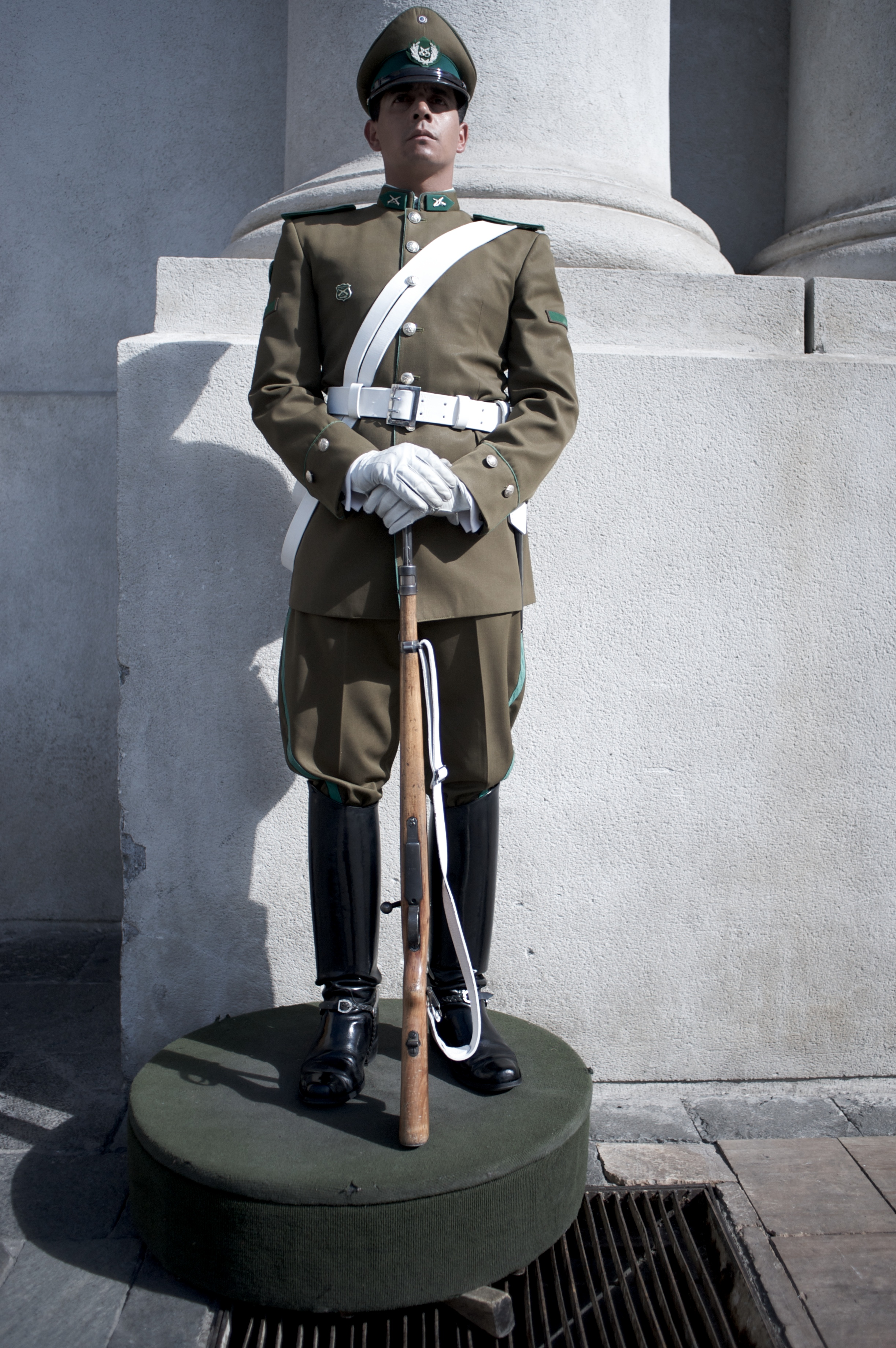
Guardia de Palacio de Carabineros fungiendo como centinela en La Moneda.

### Antecedentes
El antecedente más remoto de esta unidad data de 1851, cuando el presidente Manuel Bulnes autorizó la formación de un cuerpo de ciudadanos armados que tenían como finalidad cuidar los edificios públicos, en especial el Palacio de La Moneda. A este cuerpo se le llamó "Guardia de Santiago". 
En 1908 se crea la Escuela de Carabineros del Ejército de Chile, a la cual se le asigna como una de sus primeras misiones cubrir la "Guardia de Palacio de Gobierno", función que tuvo hasta 1927 cuando se separa del Ejército para conformar el Cuerpo de Carabineros de Chile.
En 1930, el servicio era efectuado por la Escuela de Carabineros y la Escuela de Caballería, y en 1931, se integran a este servicio la Escuela de Comunicaciones del Ejército y los regimientos Cazadores y Buin. 

### Creación del Escuadrón de Ametralladoras
En 1932, el presidente Arturo Alessandri Palma estableció que la función de resguardar el Palacio Presidencial era netamente de competencia policial, por lo cual entregó exclusivamente esta misión al recientemente formado Cuerpo de Carabineros de Chile. Así, en Carabineros la función quedó reservada para el escuadrón de ametralladoras. La unidad estaba conformada por un capitán, cuatro tenientes y aproximadamente 200 carabineros. 
Desde aquel año, aquella responsabilidad ha sido desarrollada de manera ininterrumpida por la policía uniformada de Chile. Cabe destacar que en 1961 se comenzó a usar, en el uniforme de la guardia, un vestuario similar al de los demás carabineros por lo cual la Guardia no se diferenciaba mayormente de sus pares carabineros como lo era antes.
En 1973 con ocasión del Golpe Militar del 11 de septiembre de ese mismo año, la Guardia se retiró del lugar en pleno por orden del Director de la Escuela de Carabineros José Sánchez Stephens. Los efectivos de la Guardia prepararon su retiro sigilosamente. El caos que reinaba en La Moneda fue un aliado para ello. Envolvieron armamento en frazadas y otra parte lo inutilizaron a golpes de martillo. Pero igual quedaron algunos fusiles automáticos. Salieron todos sin ser advertidos. El general Sepúlveda informó después a Allende del abandono.
En 2001 se concreta la llegada de personal femenino a la unidad, y en 2005 se cambia el uniforme por uno inspirado en el vestuario ocupado por los primeros carabineros en 1927, con el fin de rescatar las tradiciones de la guardia de palacio y diferenciarla de las otras unidades de la institución, dada su especial labor. En la año 2012 se fundó el Escuadrón Montado de la Guardia de Palacio, usaron los uniformes de los carabineros montados de los años 30.
En abril de 2018, fueron nombradas las primeras dos funcionarias mujeres como centinelas del Palacio de La Moneda.

## Uniforme

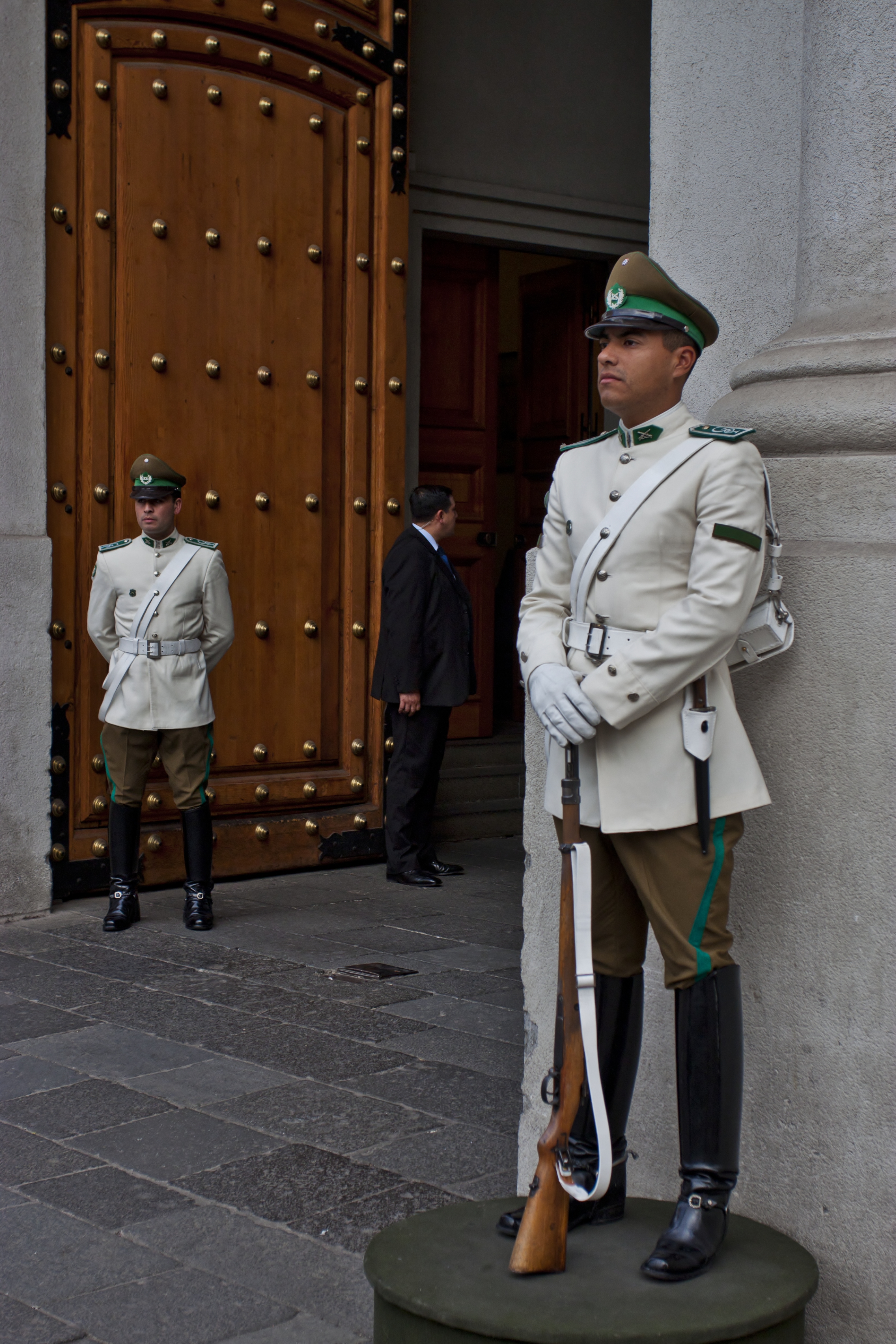
Guardias del Palacio de La Moneda

La Guardia de Palacio cuenta con dos uniformes. Estos son uniforme de invierno y de verano. El uniforme de invierno se caracteriza por contar con una gorra de color verde, similar a la ocupada por los primeros carabineros, una blusa cuello subido también de color verde y con un escudo nacional en su brazo derecho -para identificar que pertenece a la Guardia-, un terciado color blanco cruzada, pantalones de montar verdes y botas de montar negras. El uniforme de verano es básicamente similar, salvo que cambia la blusa por una de color blanco. Con respecto a su armamento, la guardia de palacio utiliza carabinas Mauser Modelo 1935 con bayoneta, por la parte de la escuadrón montado los carabineros montados arman con las lanzas de caballería.

## Funciones
Sus funciones consisten en resguardar el Palacio de La Moneda, sede de la presidencia y el Palacio presidencial de Cerro Castillo, en este último sólo cuando el presidente se encuentra en él.
Institucionalmente depende de la Dirección de Fronteras y Servicios Especializados de Carabineros de Chile
Del mismo modo, debe velar por la seguridad del Presidente de la República, los expresidentes y también de los jefes de Estado extranjeros, que estén de visita en el país. Esta última tarea es asumida por la Guardia de Palacio desde el momento en este hace ingreso al país, y desde ahí, en cada actividad que los dignatarios extranjeros realicen.
Día por medio puntualmente a las 10 a. m. comienza la ceremonia de cambio de guardia de Palacio, evento que se realiza desde 1851 e incluye algunas presentaciones musicales y que se ha convertido en un atractivo turísticos para los visitantes del Barrio Cívico de Santiago.

## Guardia del Congreso Nacional
Además de custodiar el Palacio de La Moneda, Carabineros tiene la misión de custodiar el edificio del Congreso Nacional, en la ciudad de Valparaíso. 
La guardia del Congreso es una unidad perteneciente a la 9.º Comisaría Guardia Congreso Nacional, que depende de las Prefectura de Fuerzas Especiales  de Valparaíso. Su uniforme se caracteriza por ser similar al antiguo uniforme ocupado por Carabineros, con blusa de paño, arnés y correas de cuero para guardar el arma de servicio y las municiones.